# Trogon clathratus
Trogon clathratus là một loài chim trong họ Trogonidae.